# Śląska Wyższa Szkoła Medyczna w Katowicach
Śląska Wyższa Szkoła Medyczna – niepubliczna szkoła wyższa mająca swoją siedzibę przy ul. Adama Mickiewicza 29 w Katowicach. Uczelnia powstała 24 kwietnia 2008 roku w wyniku decyzji Ministra Nauki i Szkolnictwa Wyższego i wpisana do rejestru uczelni niepublicznych pod numerem 348 a założycielem była Wyższa Szkoła Technologii Informatycznych w Katowicach.
Obecnie Szkoła daje możliwość podjęcia studiów licencjackich na dwóch kierunkach: kosmetologia i dietetyka, a także studiów magisterskich i podyplomowych.
Rektorem uczelni był dr hab. Dominik Samek.